# Giles Panton
Giles Panton (Vancouver, 13 settembre 1982) è un attore canadese.

## Biografia
Giles Panton ha studiato recitazione al William Davis Center di Vancouver, VanArts (Vancouver Institute of Media Arts), diplomandosi nel 2005. Ha anche studiato negli studi di recitazione a New York.
Panton è la voce di Keith, un personaggio principale di Voltron Force, la serie animata del 2011 di Nicktoons, basata sulla saga animata degli anni '80 di Voltron. È apparso in molti programmi televisivi ed è famoso per il ruolo di Joe Wylee, il detective della polizia della serie televisiva di Flash Gordon. Ha anche recitato nella serie web del 2011, Soldiers of the Apocalypse, interpretando il personaggio di Twosev.
Il suo primo film è stato il cortometraggio del 2005, Bedridden. Un cortometraggio successivo, On the Bus (2008) è stato presentato all'Oklahoma's Bare Bones International Film Festival nel 2009. Panton è anche stato attivo nella scena teatrale alternativa di Vancouver. È stato headliner per il trio di paranormali della stagione 2009-10 di Spectral Theatre Studio, Deadends 666.  E nel 2006, ha ricevuto il premio per la migliore interpretazione come attore non protagonista per il suo lavoro nella produzione di I'm a Little Pickled Theatre Company di The Book of Liz, di David Sedaris e Amy Sedaris. Nel 2018, Panton si è unto al cast di L'uomo nell'alto castello (The Man in the High Castle) come Billy Turner, direttore della pubblicità americana dei nazisti, che lavora con Nicole Dõrmer per "cancellare" qualsiasi ricordo degli ex Stati Uniti dalle menti dei cittadini del Reich nazista in America.

## Filmografia parziale

### Cinema
- Hostile, regia di Eldar Peri - cortometraggio (2005)
- Bedridden, regia di David Grave - cortometraggio (2005)
- Enough for Two, regia di Jonathan Wagner - cortometraggio (2005)
- Happy Valentine's Day, regia di Mark Ratzlaff - cortometraggio (2006)
- Balloon and the Beast, regia di Kyle Welton - cortometraggio (2006)
- Shock to the System, regia di Ron Oliver (2006)
- Angelica's Pirate, regia di Tracey Schaeffer - cortometraggio (2006)
- Glimpse, regia di Kryshan Randel - cortometraggio (2007)
- Nobody Special, regia di Robert Kirbyson - cortometraggio (2008)
- On the Bus, regia di Tracy D. Smith - cortometraggio (2008)
- Nomansland, regia di Scott Belyea - cortometraggio (2008)
- Class Savage, regia di Matt Zien - cortometraggio (2008)
- Damage, regia di Jeff King (2009)
- Voodoo, regia di Mark Ratzlaff - cortometraggio (2010)
- Toxin, regia di Tom Raycove (2014)
- Body Language, regia di Maéva Thibeault - cortometraggio (2014)
- Ephemeral, regia di Rebecca Davis e Brandon Colby Cook - cortometraggio (2014)
- Resta anche domani (If I Stay), regia di R. J. Cutler (2014)
- This Is Your Death, regia di Giancarlo Esposito (2017)
- Un poliziotto e mezzo - Nuova recluta (Cop and a Half: New Recruit), regia di Jonathan A. Rosenbaum (2017)
- The Curtain, regia di Yan-Kay Crystal Lowe - cortometraggio (2017)
- Coffee Lovers, regia di Ann Forry - cortometraggio (2018)
- Finché ex non ci separi (Til Ex Do Us Part), regia di Danny J. Boyle (2018)
- Little Oliver, regia di Brenda Whitehall - cortometraggio (2018)
- Absolute Carnage: Breakout, regia di Michael Lapinski - cortometraggio (2019) - voce
- Absolute Carnage, regia di Michael Lapinski - cortometraggio (2019) - voce
- Absolute Carnage: Part 3, regia di Michael Lapinski - cortometraggio (2019) - voce
- Absolute Carnage: Part 4, regia di Michael Lapinski - cortometraggio (2019) - voce
- And Now This?, regia di Theo Kim - cortometraggio (2019)
- Dinner with Dex, regia di Olivia Cheng - cortometraggio (2021)

### Televisione
- Intelligence – serie TV, episodi 1x11-1x12 (2007)
- Flash Gordon – serie TV, 11 episodi (2007-2008)
- Human Target – serie TV, episodio 1x08 (2010)
- V – serie TV, episodi 1x04-1x08-1x41 (2009-2010)
- Smallville – serie TV, episodio 9x19 (2010)
- Professor Young (Mr. Young) – serie TV, episodi 2x25-2x26 (2012)
- Le nove vite del Natale (The Nine Lives of Christmas), regia di Mark Jean – film TV (2013)
- King & Maxwell – serie TV, episodio 1x06 (2013)
- Soldiers of the Apocalypse – serie TV, 12 episodi (2012-2013)
- Supernatural – serie TV, episodi 9x13-14x19 (2014-2019)
- The Tomorrow People – serie TV, episodi 1x13-1x15 (2014)
- Un anello a primavera (A Ring by Spring), regia di Kristoffer Tabori – film TV (2014)
- L'incubo di mia figlia (A Daughter's Nightmare), regia di Vic Sarin – film TV (2014)
- Il mistero delle lettere perdute (Signed, Sealed, Delivered) – serie TV, episodio 1x08 (2014)
- Girlfriends' Guide to Divorce – serie TV, episodi 1x08-1x09 (2015)
- Amarsi ancora (Love, Again), regia di Michael M. Scott – film TV (2015)
- Sugarbabies (Sugar Babies), regia di Monika Mitchell – film TV (2015)
- Cedar Cove – serie TV, 4 episodi (2015)
- Evil Men, regia di Gary Fleder – film TV (2015)
- Reign – serie TV, episodi 3x08-3x11 (2016)
- I tulipani dell'amore (Tulips in Spring), regia di David Winning – film TV (2016)
- Aurora Teagarden Mysteries – serie TV, episodio 1x03 (2016)
- Un tavolo per due (Chronique des rendez-vous désastreux), regia di Steven R. Monroe – film TV (2017)
- Il mio matrimonio preferito (My favourite wedding), regia di Mel Damski – film TV (2017)
- Frammenti di memoria (Sleepwalking in Suburbia), regia di Alex Wright – film TV (2017)
- Somewhere Between – serie TV, episodi 1x01-1x02-1x08 (2017)
- L'uomo nell'alto castello (The Man in the High Castle) – serie TV, 9 episodi (2018-2019)
- Chesapeake Shores – serie TV, 6 episodi (2018-2019)
- Pagine per un omicidio (Killer Ending), regia di Christie Will Wolf – film TV (2018)
- Chalkboard Prison, regia di Andrew de Villiers – film TV (2018)
- It's Christmas, Eve, regia di Tibor Takács – film TV (2018)
- Natale a Holly Lane (Christmas on Holly Lane), regia di Michael M. Scott – film TV (2018)
- Un Natale con amore (A Godwink Christmas), regia di Michael Robinson – film TV (2018)
- Travelers – serie TV, episodio 3x05 (2018)
- Cupido natalizio (Christmas Pen Pals), regia di Siobhan Devine – film TV (2018)
- A Gingerbread Romance, regia di Richard Gabai – film TV (2018)
- Over the Moon in Love, regia di Christie Will Wolf – film TV (2019)
- Batwoman – serie TV, episodi 1x02-1x04 (2019)
- It Was Always You, regia di Michael Robison – film TV (2021)
- Love on Trend, regia di Nicholas Humphries – film TV (2021)
- The Christmas Promise, regia di Fred Gerber – film TV (2021)
- The Christmas Book, regia di David I. Strasser – film TV (2021)
- Legends of Tomorrow – serie TV, episodio 7x09 (2022)
- L'albero della mia famiglia (My Favorite Christmas Tree), regia di Jason Bourque – film TV (2022)

### Doppiaggio
- Voltron Force – serie TV, 26 episodi (2011-2012)
- Max Steel – serie TV, 10 episodi (2014-2015)
- Gintama – serie TV, 6 episodi (2015-2016)
- LEGO Ninjago: Seabound – serie TV,  episodi 14x04-14x16 (2021)
- LEGO Ninjago: Dragons Rising – serie TV (2023) - voce
- Dead Dead Demon’s Dededede Destruction – serie TV (2024)

## Doppiatori italiani
Nelle versioni in italiano delle opere in cui ha recitato, Giles Panton è stato doppiato da:
- Gianluca Iacono in Flash Gordon
- Roberto Gammino ne I tulipani dell'amore
- Gianluca Cortesi in Travelers
- Stefano Crescentini ne L'uomo nell'alto castello
- Gabriele Sabatini in Natale a Holly Lane
- Franco Mannella in Legends of Tomorrow
- Mirko Mazzanti ne L'albero della mia famiglia
- Nanni Baldini in Alert - Missing Person Unit

Da doppiatore è stato sostituito da:
- Federico Viola in Far Cry 5